# Chinandega
Chinandega (ejtsd: Csinandega) város Nicaragua északnyugati részén, a Csendes-óceán partjának közelében. Az azonos nevű, Chinandega megye gazdasági és közigazgatási székhelye. Lakossága közel 152 ezer fő volt 2006-ban.
Kereskedelmi központ; a környék termékeny talaján elsősorban cukornádat, banánt és gyapotot termesztenek. A közelben több vulkán található, köztük az ország legmagasabbika, a San Cristóbal (1745 m). A városhoz közeli Corinto az ország legfontosabb csendes-óceáni kikötője.
Trópusi szavanna éghajlatú, Az esős évszak májustól októberig, a száraz évszak novembertől áprilisig tart.

## Fordítás
- Ez a szócikk részben vagy egészben  a   Chinandega című angol Wikipédia-szócikk fordításán alapul.  Az eredeti cikk szerkesztőit annak laptörténete sorolja fel. Ez a jelzés csupán a megfogalmazás eredetét és a szerzői jogokat jelzi, nem szolgál a cikkben szereplő információk forrásmegjelöléseként.